# Michael Lonsdale
Michael Lonsdale, soms vermeld als Michel Lonsdale (Parijs, 24 mei 1931 – aldaar, 21 september 2020) was een Franse acteur die in meer dan 180 films, zowel langspeelfilms, middellange films als korte films heeft meegespeeld. 

## Leven en werk
Lonsdale werd geboren in Parijs als kind van een Franse moeder en een Engelse vader. Hij is bij het grote publiek waarschijnlijk het meest bekend door zijn rol als de schurk Sir Hugo Drax in de James Bondfilm Moonraker (1979) en als een van de Franse monniken die vermoord worden in het drama Des hommes et des dieux (2009). Franse exponenten van de auteurscinema zoals Jean-Pierre Mocky, François Truffaut en Marguerite Duras deden meermaals een beroep op hem. Internationaal gereputeerde cineasten zoals Joseph Losey en James Ivory werkten graag met hem samen. Verder was hij regelmatig te zien in internationale producties zoals The Trial (1962), The Day of the Jackal (1973), The Name of the Rose (1986), The Remains of the Day (1993), Ronin (1998) en Munich (2005).
Hij heeft eveneens bijgedragen aan heel wat televisieprogramma's. Met zijn welluidende stem voorzag hij veel documentaires van commentaar en sprak hij de tekst in van een heel aantal literaire teksten. Hij was in zijn latere jaren ook nog zeer actief als toneelacteur en -regisseur. 

## Filmografie (selectie van langspeelfilms)
- 1956 - C'est arrivé à Aden (Michel Boisrond)
- 1959 - La Main chaude (Gérard Oury)
- 1960 - Les portes claquent (Jacques Poitrenaud)
- 1961 - Adorable Menteuse (Michel Deville)
- 1961 - Snobs! (Jean-Pierre Mocky)
- 1962 - The Trial (Orson Welles)
- 1963 - Behold a Pale Horse (Fred Zinnemann)
- 1965 - Les Copains (Yves Robert)
- 1965 - La Bourse et la Vie (Jean-Pierre Mocky)
- 1966 - Paris brûle-t-il? (René Clément)
- 1967 - Les Compagnons de la marguerite (Jean-Pierre Mocky)
- 1967 - L'Homme à la Buick (Gilles Grangier)
- 1968 - La mariée était en noir (François Truffaut)
- 1968 - La Grande Lessive (!) (Jean-Pierre Mocky)
- 1968 - Baisers volés (François Truffaut)
- 1969 - Hibernatus (Edouard Molinaro)
- 1969 - Détruire, dit-elle (La Chaise longue) (Marguerite Duras)
- 1969 - L'Étalon (Jean-Pierre Mocky)
- 1969 - British Sounds (Jean-Luc Godard)
- 1970 - Out 1 (Jacques Rivette en Suzanne Schiffman)
- 1970 - Les Assassins de l'ordre (Marcel Carné)
- 1971 - Le Souffle au cœur (Louis Malle)
- 1971 - Jaune le soleil (Marguerite Duras)
- 1971 - Les grands sentiments font les bons gueuletons (Michel Berny)
- 1971 - Il était une fois un flic (Georges Lautner)
- 1971 - Chut! (Jean-Pierre Mocky)
- 1972 - La Vieille Fille (Jean-Pierre Blanc)
- 1972 - The Day of the Jackal (Fred Zinnemann)
- 1973 - Un linceul n'a pas de poche (Jean-Pierre Mocky)
- 1973 - Glissements progressifs du plaisir (Alain Robbe-Grillet)
- 1974 - Stavisky (Alain Resnais)
- 1974 - Le Fantôme de la liberté (Luis Buñuel)
- 1974 - Galileo (Joseph Losey)
- 1974 - Les Suspects (Michel Wyn)
- 1975 - Sérieux comme le plaisir (Robert Benayoun)
- 1975 - Aloïse (Liliane de Kermadec)
- 1975 - India Song (Marguerite Duras)
- 1975 - Section spéciale (Costa-Gavras)
- 1975 - The Romantic Englishwoman (Joseph Losey)
- 1975 - La Traque (Serge Leroy)
- 1975 - Folle à tuer (Yves Boisset)
- 1976 - Les Œufs brouillés (Joël Santoni)
- 1975 - Le Téléphone rose (Edouard Molinaro)
- 1976 - Bartleby (Maurice Ronet)
- 1976 - Monsieur Klein (Joseph Losey)
- 1976 - Son nom de Venise dans Calcutta désert (Marguerite Duras)
- 1977 - Le Diable dans la boîte (Pierre Lary)
- 1977 - L'Imprécateur (Jean-Louis Bertuccelli)
- 1977 - Die linkshändige Frau (Peter Handke)
- 1977 - Une sale histoire (Jean Eustache)
- 1979 - The Passage (J. Lee Thompson)
- 1979 - Moonraker (Lewis Gilbert)
- 1981 - Une jeunesse (Moshé Mizrahi)
- 1982 - Les Jeux de la comtesse Dolingen de Gratz (Catherine Binet)
- 1983 - Enigma (Jeannot Szwarc)
- 1983 - Erendira (Ruy Guerra)
- 1984 - Le Bon Roi Dagobert (Dino Risi)
- 1985 - L'Éveillé du pont de l'Alma (Raoul Ruiz)
- 1985 - The Holcroft Covenant (John Frankenheimer)
- 1985 - Billy Ze Kick (Gérard Mordillat)
- 1986 - The Name of the Rose (Jean-Jacques Annaud)
- 1988 - Les Tribulations héroïques de Balthasar Kober (Niezwykla podróz Baltazara Kobera) (Wojciech Has)
- 1991 - Ma vie est un enfer (Josiane Balasko)
- 1993 - The Remains of the Day (James Ivory)
- 1995 - Jefferson in Paris (James Ivory)
- 1995 - Nelly et Monsieur Arnaud (Claude Sautet)
- 1998 - Ronin (John Frankenheimer)
- 2000 - Les Acteurs (Bertrand Blier)
- 2003 - Adieu (Arnaud des Pallières)
- 2003 - 5x2 (François Ozon)
- 2003 - Le Mystère de la chambre jaune (Bruno Podalydès)
- 2003 - Le Furet (Jean-Pierre Mocky)
- 2005 - Le Parfum de la dame en noir (Bruno Podalydès)
- 2005 - Munich (Steven Spielberg)
- 2005 - Gentille (Sophie Fillières)
- 2006 - Goya's Ghosts (Miloš Forman)
- 2007 - Une vieille maîtresse (Catherine Breillat)
- 2007 - La Question humaine (Nicolas Klotz)
- 2009 - Je vais te manquer (Amanda Sthers)
- 2009 - Bancs publics (Versailles Rive-Droite) (Bruno Podalydès)
- 2009 - Ágora (Alejandro Amenábar)
- 2010 - Des hommes et des dieux (Xavier Beauvois)
- 2011 - Il villaggio di cartone (Ermanno Olmi)
- 2011 - Les Hommes libres (Ismaël Ferroukhi)
- 2012 - Gebo et l'Ombre (Manoel de Oliveira)
- 2013 - Le Renard jaune (Jean-Pierre Mocky)
- 2014 - Maestro (Lea Fazer)

## Prijzen en nominaties

### Prijzen
- 2011 - Des hommes et des dieux: César voor beste acteur in een bijrol
- 2011 - Des hommes et des dieux: Prix Lumière voor de beste acteur
- 2011 - Des hommes et des dieux: Globe de Cristal voor de beste acteur
- 2011 - Des hommes et des dieux: Prix Henri-Langlois en voor het geheel van zijn carrière

### Nominaties
- - 1996 - Nelly et Monsieur Arnaud: César voor beste acteur in een bijrol
  - 2008 - La Question humaine: César voor beste acteur in een bijrol

- Bibsys: 11038570
- Biblioteca Nacional de España: XX1286868
- Bibliothèque nationale de France: cb13621212t (data)
- Gemeinsame Normdatei: 129021938
- International Standard Name Identifier: 0000 0001 2104 0085
- Library of Congress Control Number: nr89003047
- MusicBrainz: f9ed4922-76af-4f9f-8784-f67c662af6f3
- Nationale Bibliotheek van Tsjechië: xx0182516
- Nationale Bibliotheek van Israël: 987007460474605171
- Nationale Bibliotheek van Polen: a0000001754353
- Nederlandse Thesaurus van Auteursnamen: 073240478
- Réseau des bibliothèques de Suisse occidentale: 02-A003530259
- RKD-Nederlands Instituut voor Kunstgeschiedenis: 50768
- Istituto Centrale per il Catalogo Unico: LO1V266958
- SNAC: w6fr035x
- Système universitaire de documentation: 066909546
- Virtual International Authority File: 117399545
- WorldCat: E39PBJkHp84fVTF8fc6MKXcwYP